# Coppa Italia 2003-2004
La Coppa Italia 2003-2004 è stata la 57ª edizione della manifestazione calcistica. Iniziata il 17 agosto 2003 e conclusasi il 12 maggio 2004, è stata vinta dalla Lazio che la aggiunge alle altre tre vinte nel 1958, nel 1997-1998 e nel 1999-2000, dopo la vittoria nella doppia finale contro la Juventus per 4-2 in aggregato.

## Formula del torneo
Confermata la formula dell'edizione passata, il sorteggio per la fase a gironi si svolse il 4 agosto 2003: l'esito originario dell'estrazione incorse poi in un correttivo, dacché Genoa e Como — società presiedute ambedue da Enrico Preziosi — erano state abbinate nel gruppo 2. Ai lariani toccò dunque l'assegnazione al raggruppamento 1 con il Torino a rilevarne il posto.
La prima giornata di tale fase, in programma domenica 17 agosto 2003, segnalò l'introduzione di 14 caselle nelle schedine del Totocalcio in luogo delle precedenti 13.
Ben 23 delle 48 squadre partecipanti appartenevano al campionato di Serie B, ampliato a tal numero in conseguenza del caso Catania: l'unica formazione professionistica esclusa risultò essere la Fiorentina, già iscritta alla corrispettiva manifestazione di C e inserita tra i cadetti solamente il 20 agosto.
Le vicende occorse in estate all'organico della seconda divisione incontrarono il disappunto di gran parte dei club, col conseguente rifiuto di scendere in campo nelle gare del 24 agosto e 3 settembre: il giudice sportivo Maurizio Laudi inflisse pertanto la sconfitta a tavolino alle compagini disertatrici, nonché un punto di penalizzazione nella classifica del gruppo.
Dei 48 incontri relativi alla prima fase ne furono disputati appena 18, con un sorteggio a determinare l'esito del girone 8: il Brindisi ottenne la qualificazione a scapito del Catania.
I successivi turni — articolati ad eliminazione diretta con partite d'andata e ritorno — prevedevano la regola dei gol in trasferta, tempi supplementari e tiri di rigore per eventuali situazioni di parità.

## Risultati
In grassetto le squadre qualificate, in corsivo quelle non scese in campo per protesta.

### Fase a gironi

#### Girone 1
| Squadra #1 | Squadra #2 | Risultato       |
| ---------- | ---------- | --------------- |
| Pro Patria | Cagliari   | 0-2             |
| Piacenza   | Como       | 2-0             |
| Como       | Pro Patria | 0-3 a tavolino  |
| Cagliari   | Piacenza   | 0-3 per ambedue |
| Como       | Cagliari   | 0-3 per ambedue |
| Pro Patria | Piacenza   | 3-0 a tavolino  |

| Squadra       | Pt | G | V | N | P | RF | RS |
| ------------- | -- | - | - | - | - | -- | -- |
| 1. Pro Patria | 6  | 3 | 2 | 0 | 1 | 6  | 2  |
| 2. Cagliari   | 1  | 3 | 1 | 0 | 2 | 2  | 6  |
| 3. Piacenza   | 1  | 3 | 1 | 0 | 2 | 2  | 6  |
| 4. Como       | -2 | 3 | 0 | 0 | 3 | 0  | 8  |

Cagliari, Piacenza e Como 2 punti di penalità
| Arbitro: | Romeo (Verona) |

|  |           |                                |
|  | Marcatori | 44’ (rig.) Zola 90+2’ Esposito |

| Arbitro: | De Marco (Chiavari) |

|                                         |           |  |
| Tarana 50’ (rig.) Cipriani 90+4’ (rig.) | Marcatori |  |

#### Girone 2
| Squadra #1 | Squadra #2 | Risultato       |
| ---------- | ---------- | --------------- |
| Cesena     | Livorno    | 1-1             |
| Genoa      | Torino     | 0-1             |
| Torino     | Cesena     | 0-3 a tavolino  |
| Livorno    | Genoa      | 0-3 a tavolino  |
| Torino     | Livorno    | 0-3 per ambedue |
| Cesena     | Genoa      | 1-1             |

| Squadra    | Pt | G | V | N | P | RF | RS |
| ---------- | -- | - | - | - | - | -- | -- |
| 1. Cesena  | 5  | 3 | 1 | 2 | 0 | 5  | 2  |
| 2. Genoa   | 4  | 3 | 1 | 1 | 1 | 4  | 2  |
| 3. Torino  | 1  | 3 | 1 | 0 | 2 | 1  | 6  |
| 4. Livorno | -1 | 3 | 0 | 1 | 2 | 1  | 7  |

Torino e Livorno 2 punti di penalità.
| Arbitro: | Preschern (Mestre) |

|             |           |            |
| Cavalli 15’ | Marcatori | 26’ Protti |

| Arbitro: | Cruciani (Pesaro) |

|  |           |                |
|  | Marcatori | 10’ Tiribocchi |

| Arbitro: | Rizzoli (Bologna) |

|               |           |              |
| Confalone 45’ | Marcatori | 54’ Colacone |

#### Girone 3
| Squadra #1  | Squadra #2  | Risultato       |
| ----------- | ----------- | --------------- |
| Verona      | Treviso     | 1-0             |
| Palermo     | AlbinoLeffe | 2-0             |
| AlbinoLeffe | Verona      | 0-3 per ambedue |
| Treviso     | Palermo     | 0-3 per ambedue |
| AlbinoLeffe | Treviso     | 0-3 per ambedue |
| Verona      | Palermo     | 0-3 per ambedue |

| Squadra        | Pt | G | V | N | P | RF | RS |
| -------------- | -- | - | - | - | - | -- | -- |
| 1. Palermo     | 1  | 3 | 1 | 0 | 2 | 2  | 6  |
| 2. Verona      | 1  | 3 | 1 | 0 | 2 | 1  | 6  |
| 3. Treviso     | -2 | 3 | 0 | 0 | 3 | 0  | 7  |
| 4. AlbinoLeffe | -2 | 3 | 0 | 0 | 3 | 0  | 8  |

Palermo qualificato per miglior differenza reti. Palermo, Verona, Treviso e AlbinoLeffe 2 punti di penalità.
| Arbitro: | Mazzoleni (Bergamo) |

|            |           |  |
| Myrtaj 62’ | Marcatori |  |

| Arbitro: | Castellani (Verona) |

|                     |           |  |
| Pepe 11’ Vasari 83’ | Marcatori |  |

#### Girone 4
| Squadra #1 | Squadra #2 | Risultato       |
| ---------- | ---------- | --------------- |
| Venezia    | Atalanta   | 2-0             |
| Triestina  | Vicenza    | 1-1             |
| Vicenza    | Venezia    | 0-3 per ambedue |
| Atalanta   | Triestina  | 0-3 per ambedue |
| Vicenza    | Atalanta   | 0-3 per ambedue |
| Venezia    | Triestina  | 0-3 per ambedue |

| Squadra      | Pt | G | V | N | P | RF | RS |
| ------------ | -- | - | - | - | - | -- | -- |
| 1. Venezia   | 1  | 3 | 1 | 0 | 2 | 2  | 6  |
| 2. Triestina | -1 | 3 | 0 | 1 | 2 | 1  | 7  |
| 3. Vicenza   | -1 | 3 | 0 | 1 | 2 | 1  | 7  |
| 4. Atalanta  | -2 | 3 | 0 | 0 | 3 | 0  | 8  |

Venezia, Triestina, Vicenza e Atalanta 2 punti di penalità.
| Arbitro: | Brighi (Cesena) |

|                          |           |  |
| Ginestra 42’ Fantini 68’ | Marcatori |  |

| Arbitro: | Girardi (San Donà di Piave) |

|                  |           |               |
| Aubameyang 90+3’ | Marcatori | 88’ Margiotta |

#### Girone 5
| Squadra #1     | Squadra #2     | Risultato       |
| -------------- | -------------- | --------------- |
| Ternana        | Sambenedettese | 1-2             |
| Ancona         | Pisa           | 0-2             |
| Pisa           | Ternana        | 0-3 per ambedue |
| Sambenedettese | Ancona         | 3-0 a tavolino  |
| Pisa           | Sambenedettese | 1-1             |
| Ternana        | Ancona         | 0-3 a tavolino  |

| Squadra           | Pt | G | V | N | P | RF | RS |
| ----------------- | -- | - | - | - | - | -- | -- |
| 1. Sambenedettese | 7  | 3 | 2 | 1 | 0 | 6  | 2  |
| 2. Pisa           | 3  | 3 | 1 | 1 | 1 | 3  | 4  |
| 3. Ancona         | 2  | 3 | 1 | 0 | 2 | 3  | 5  |
| 4. Ternana        | -2 | 3 | 0 | 0 | 3 | 1  | 8  |

Ternana 2 punti di penalità; Pisa ed Ancona un punto di penalità.
| Arbitro: | Rocchi (Firenze) |

|            |           |                         |
| Giampà 43’ | Marcatori | 30’, 79’ (rig.) Criniti |

| Arbitro: | Carlucci (Molfetta) |

|  |           |                                  |
|  | Marcatori | 54’ (rig.) Ambrosi 90+2’ Mannini |

| Arbitro: | Pieri (Genova) |

|                    |           |               |
| Ambrosi 34’ (rig.) | Marcatori | 81’ Scandurra |

#### Girone 6
| Squadra #1 | Squadra #2 | Risultato       |
| ---------- | ---------- | --------------- |
| Ascoli     | Teramo     | 2-2             |
| Martina    | Bari       | 1-2             |
| Bari       | Ascoli     | 0-3 per ambedue |
| Teramo     | Martina    | 3-0 a tavolino  |
| Bari       | Teramo     | 0-3 a tavolino  |
| Ascoli     | Martina    | 0-3 per ambedue |

| Squadra    | Pt | G | V | N | P | RF | RS |
| ---------- | -- | - | - | - | - | -- | -- |
| 1. Teramo  | 7  | 3 | 2 | 1 | 0 | 8  | 2  |
| 2. Bari    | 1  | 3 | 1 | 0 | 2 | 2  | 7  |
| 3. Ascoli  | -1 | 3 | 0 | 1 | 2 | 2  | 8  |
| 4. Martina | -2 | 3 | 0 | 0 | 3 | 1  | 8  |

Bari, Ascoli e Martina 2 punti di penalità.
| Arbitro: | Giannoccaro (Lecce) |

|                      |           |                          |
| Pià 8’ Bonfiglio 89’ | Marcatori | 14’ Sanetti 30’ Quadrini |

| Arbitro: | Morganti (Ascoli Piceno) |

|           |           |                        |
| Mitri 35’ | Marcatori | 34’ Spinesi 60’ Valdés |

#### Girone 7
| Squadra #1  | Squadra #2  | Risultato       |
| ----------- | ----------- | --------------- |
| Salernitana | Napoli      | 0-0             |
| Messina     | Pescara     | 2-0             |
| Pescara     | Salernitana | 0-3 a tavolino  |
| Napoli      | Messina     | 0-3 per ambedue |
| Pescara     | Napoli      | 0-3 a tavolino  |
| Salernitana | Messina     | 3-0 a tavolino  |

| Squadra        | Pt | G | V | N | P | RF | RS |
| -------------- | -- | - | - | - | - | -- | -- |
| 1. Salernitana | 7  | 3 | 2 | 1 | 0 | 6  | 0  |
| 2. Napoli      | 3  | 3 | 1 | 1 | 1 | 3  | 3  |
| 3. Messina     | 1  | 3 | 1 | 0 | 2 | 2  | 6  |
| 4. Pescara     | -2 | 3 | 0 | 0 | 3 | 0  | 8  |

Messina e Pescara 2 punti di penalità; Napoli un punto di penalità.
| Salerno 17 agosto 2003, ore 20:45CEST 1ª giornata | Salernitana        | 0 – 0 referto | Napoli | Stadio Arechi\| Arbitro: \| De Santis (Roma 1) \| |
| Arbitro:                                          | De Santis (Roma 1) |               |        |                                                   |

| Arbitro: | Dattilo (Locri) |

|                               |           |  |
| Zaniolo 45’ Parisi 84’ (rig.) | Marcatori |  |

#### Girone 8
| Squadra #1 | Squadra #2 | Risultato      |
| ---------- | ---------- | -------------- |
| Avellino   | Lecce      | 0-1            |
| Brindisi   | Catania    | 1-1            |
| Catania    | Avellino   | 3-0 a tavolino |
| Lecce      | Brindisi   | 0-3 a tavolino |
| Catania    | Lecce      | 3-0 a tavolino |
| Avellino   | Brindisi   | 0-3 a tavolino |

| Squadra     | Pt | G | V | N | P | RF | RS |
| ----------- | -- | - | - | - | - | -- | -- |
| 1. Brindisi | 7  | 3 | 2 | 1 | 0 | 7  | 1  |
| 2. Catania  | 7  | 3 | 2 | 1 | 0 | 7  | 1  |
| 3. Lecce    | 1  | 3 | 1 | 0 | 2 | 1  | 6  |
| 4. Avellino | -2 | 3 | 0 | 0 | 3 | 0  | 7  |

Brindisi qualificata per sorteggio. Lecce e Avellino 2 punti di penalità.
| Arbitro: | Palanca (Roma 1) |

|  |           |               |
|  | Marcatori | 18’ Chevanton |

| Arbitro: | Tagliavento (Terni) |

|               |           |              |
| Francioso 18’ | Marcatori | 81’ Oliveira |

### Secondo turno
Il sorteggio per determinare gli accoppiamenti del secondo turno ha avuto luogo a Milano il 12 settembre 2003.
| Squadra 1      | Totale | Squadra 2 | Andata | Ritorno |
| -------------- | ------ | --------- | ------ | ------- |
| Salernitana    | 0 - 5  | Reggina   | 0 - 2  | 0 - 3   |
| Palermo        | 4 - 3  | Brescia   | 1 - 1  | 3 - 2   |
| Sambenedettese | 2 - 3  | Modena    | 2 - 1  | 0 - 2   |
| Teramo         | 0 - 4  | Siena     | 0 - 1  | 0 - 3   |
| Venezia        | 3 - 1  | Empoli    | 2 - 0  | 1 - 1   |
| Cesena         | 3 - 5  | Perugia   | 1 - 2  | 2 - 3   |
| Pro Patria     | 0 - 4  | Sampdoria | 0 - 1  | 0 - 3   |
| Brindisi       | 3 - 5  | Bologna   | 3 - 2  | 0 - 3   |

#### Andata
| Arbitro: | Nucini (Bergamo) |

|  |           |                                   |
|  | Marcatori | 26’ Tedesco 34’ (rig.) Di Michele |

| Arbitro: | Castellani (Verona) |

|                      |           |            |
| Vannucchi 55’ (rig.) | Marcatori | 23’ Schopp |

| Arbitro: | Brighi (Cesena) |

|                                 |           |             |
| Criniti 62’ (rig.) Taccucci 71’ | Marcatori | 50’ Scoponi |

| Arbitro: | Rizzoli (Bologna) |

|  |           |                    |
|  | Marcatori | 90+1’ (aut.) Ayala |

| Arbitro: | De Marco (Chiavari) |

|                         |           |  |
| Fantini 55’ Islas 90+3’ | Marcatori |  |

| Arbitro: | Cruciani (Pesaro) |

|           |           |                   |
| Pozzi 72’ | Marcatori | 36’, 50’ do Prado |

| Arbitro: | Girardi (San Donà di Piave) |

|  |           |              |
|  | Marcatori | 27’ Antonini |

| Arbitro: | Bergonzi (Genova) |

|                                     |           |                            |
| Francioso 57’ (rig.) Iunco 72’, 81’ | Marcatori | 38’ Bellucci 66’ Locatelli |

#### Ritorno
| Arbitro: | Pellegrino (Barcellona Pozzo di Gotto) |

|                              |           |  |
| León 50’, 71’ Di Michele 52’ | Marcatori |  |

| Arbitro: | Morganti (Ascoli Piceno) |

|                         |           |                                    |
| Correa 50’ González 84’ | Marcatori | 30’ Soligo 59’ Vannucchi 65’ Ferri |

| Arbitro: | Cruciani (Pesaro) |

|                              |           |  |
| Vignaroli 36’ Campedelli 84’ | Marcatori |  |

| Arbitro: | Castellani (Verona) |

|                                    |           |  |
| Menegazzo 6’ Guigou 15’ Rubino 42’ | Marcatori |  |

| Arbitro: | Dondarini (Finale Emilia) |

|               |           |           |
| Di Natale 81’ | Marcatori | 9’ Turato |

| Arbitro: | Rizzoli (Bologna) |

|                                    |           |                             |
| Coly 2’ do Prado 37’ Margiotta 59’ | Marcatori | 26’ Ongfiang 74’ Ceccarelli |

| Arbitro: | Nucini (Bergamo) |

|                                  |           |  |
| Marazzina 6’ Doni 10’ Zenoni 78’ | Marcatori |  |

| Arbitro: | Preschern (Mestre) |

|                                   |           |  |
| Bellucci 35’ Rossini 43’ Tare 89’ | Marcatori |  |

### Ottavi di finale
| Squadra 1 | Totale | Squadra 2 | Andata | Ritorno |
| --------- | ------ | --------- | ------ | ------- |
| Siena     | 2 - 4  | Juventus  | 1 - 2  | 1 - 2   |
| Bologna   | 0 - 4  | Udinese   | 0 - 1  | 0 - 3   |
| Venezia   | 1 - 2  | Parma     | 0 - 2  | 1 - 0   |
| Modena    | 0 - 3  | Lazio     | 0 - 2  | 0 - 1   |
| Sampdoria | 0 - 2  | Milan     | 0 - 1  | 0 - 1   |
| Chievo    | 2 - 4  | Perugia   | 2 - 1  | 0 - 3   |
| Roma      | 3 - 1  | Palermo   | 1 - 0  | 2 - 1   |
| Inter     | 3 - 2  | Reggina   | 2 - 1  | 1 - 1   |

#### Andata
| Arbitro: | Ayroldi (Molfetta) |

|            |           |                           |
| Rubino 26’ | Marcatori | 73’ Zalayeta 82’ Onwuachi |

| Arbitro: | Pieri (Genova) |

|  |           |                 |
|  | Marcatori | 80’ Jankulovski |

| Arbitro: | Tombolini (Ancona) |

|  |           |                              |
|  | Marcatori | 53’ Rosina 71’ (rig.) Grieco |

| Arbitro: | Messina (Bergamo) |

|  |           |                       |
|  | Marcatori | 42’ Inzaghi 65’ Muzzi |

| Arbitro: | Dondarini (Finale Emilia) |

|  |           |                  |
|  | Marcatori | 79’ (aut.) Conte |

| Arbitro: | Rizzoli (Bologna) |

|                              |           |          |
| Sculli 16’ De Franceschi 86’ | Marcatori | 72’ Coly |

| Arbitro: | Saccani (Mantova) |

|                |           |  |
| Delvecchio 41’ | Marcatori |  |

| Arbitro: | Palanca (Roma 1) |

|                      |           |                |
| Cruz 61’, 75’ (rig.) | Marcatori | 55’ Di Michele |

#### Ritorno
| Arbitro: | Bergonzi (Genova) |

|                              |           |                    |
| Del Piero 45’ Camoranesi 52’ | Marcatori | 54’ (rig.) Ventola |

| Arbitro: | Nucini (Bergamo) |

|                                                |           |  |
| Jancker 62’ Jankulovski 70’ (rig.) Pierini 78’ | Marcatori |  |

| Arbitro: | Gabriele (Frosinone) |

|  |           |              |
|  | Marcatori | 90+1’ Mazzeo |

| Arbitro: | Cassarà (Palermo) |

|              |           |  |
| Liverani 35’ | Marcatori |  |

| Arbitro: | Dattilo (Locri) |

|             |           |  |
| Inzaghi 13’ | Marcatori |  |

| Arbitro: | Farina (Novi Ligure) |

|                                       |           |  |
| Obodo 42’ Diamoutene 60’ Bothroyd 67’ | Marcatori |  |

| Arbitro: | Morganti (Ascoli Piceno) |

|          |           |                            |
| Pepe 30’ | Marcatori | 69’ Tommasi 80’ Delvecchio |

| Arbitro: | Tombolini (Ancona) |

|          |           |                      |
| León 38’ | Marcatori | 90+3’ (aut.) Belardi |

### Quarti di finale
| Squadra 1 | Totale | Squadra 2 | Andata | Ritorno |
| --------- | ------ | --------- | ------ | ------- |
| Udinese   | 1 - 3  | Inter     | 0 - 0  | 1 - 3   |
| Lazio     | 3 - 1  | Parma     | 2 - 0  | 1 - 1   |
| Milan     | 4 - 2  | Roma      | 2 - 1  | 2 - 1   |
| Perugia   | 1 - 3  | Juventus  | 1 - 2  | 0 - 1   |

#### Andata
| Udine 13 gennaio 2004, ore 21:00 CET | Udinese              | 0 – 0 referto | Inter | Stadio Friuli (12.000 spett.)\| Arbitro: \| Farina (Novi Ligure) \| |
| Arbitro:                             | Farina (Novi Ligure) |               |       |                                                                     |

| Arbitro: | Pellegrino (Barcellona Pozzo di Gotto) |

|                         |           |  |
| Muzzi 36’ Stanković 60’ | Marcatori |  |

| Arbitro: | Messina (Bergamo) |

|                              |           |           |
| Tomasson 40’ Ambrosini 90+1’ | Marcatori | 78’ Carew |

| Arbitro: | Bertini (Arezzo) |

|                |           |                          |
| Manfredini 66’ | Marcatori | 45’ Zalayeta 88’ Di Vaio |

#### Ritorno
| Arbitro: | Messina (Bergamo) |

|                                               |           |          |
| van der Meyde 16’ Martins 51’ Cruz 62’ (rig.) | Marcatori | 35’ Fava |

| Arbitro: | Morganti (Ascoli Piceno) |

|               |           |               |
| Bresciano 81’ | Marcatori | 51’ Stanković |

| Arbitro: | Pellegrino (Barcellona Pozzo di Gotto) |

|             |           |                        |
| Mancini 81’ | Marcatori | 49’ Nesta 57’ Tomasson |

| Arbitro: | Cassarà (Palermo) |

|             |           |  |
| Miccoli 39’ | Marcatori |  |

### Semifinali
| Squadra 1 | Totale | Squadra 2 | Andata | Ritorno         |
| --------- | ------ | --------- | ------ | --------------- |
| Juventus  | 4 - 4  | Inter     | 2 - 2  | 2 - 2 (7-6 dtr) |
| Milan     | 1 - 6  | Lazio     | 1 - 2  | 0 - 4           |

#### Andata
| Arbitro: | Bertini (Arezzo) |

|                 |           |                 |
| Di Vaio 7’, 70’ | Marcatori | 3’, 35’ Adriano |

| Arbitro: | Rosetti (Torino) |

|               |           |                    |
| Inzaghi 45+2’ | Marcatori | 1’ Fiore 36’ Couto |

#### Ritorno
| Arbitro: | Pellegrino (Barcellona Pozzo di Gotto) |

|                                        |                      |                                               |
| Adriano 7’ Adani 90+5’                 | Marcatori            | 41’ Tudor 78’ Del Piero                       |
| Farinós Adriano Stanković Helveg Vieri | Tiri di rigore 4 – 5 | Del Piero Maresca Nedvěd Legrottaglie Miccoli |

| Arbitro: | Collina (Viareggio) |

|                                       |           |  |
| César 11’ Liverani 15’ Fiore 35’, 41’ | Marcatori |  |

### Finali
| Squadra 1 | Totale | Squadra 2 | Andata | Ritorno |
| --------- | ------ | --------- | ------ | ------- |
| Lazio     | 4 - 2  | Juventus  | 2 - 0  | 2 - 2   |

#### Andata
| Arbitro: | Collina (Viareggio) |

|                |           |  |
| Fiore 59’, 80’ | Marcatori |  |

| Lazio | Juventus |

|                 |    |                       |             |     |
|                 |    |                       |             |     |
| GK              | 33 | Matteo Sereni         |             |     |
| RB              | 22 | Massimo Oddo          |             |     |
| CB              | 31 | Jaap Stam             |             |     |
| CB              | 24 | Fernando Couto        |             |     |
| LB              | 19 | Giuseppe Favalli      |             |     |
| RM              | 14 | Stefano Fiore         |             |     |
| CM              | 16 | Giuliano Giannichedda |             |     |
| CM              | 20 | Fabio Liverani        |             | 81’ |
| LM              | 8  | César                 |             | 89’ |
| CF              | 9  | Bernardo Corradi      |             |     |
| CF              | 18 | Roberto Muzzi         |             | 46’ |
| Sostituti:      |    |                       |             |     |
| GK              | 1  | Angelo Peruzzi        |             |     |
| DF              | 2  | Francesco Colonnese   |             |     |
| DF              | 5  | Luciano Zauri         |             | 89’ |
| DF              | 11 | Siniša Mihajlović     |             |     |
| MF              | 4  | Demetrio Albertini    |             |     |
| MF              | 6  | Ousmane Dabo          |             | 81’ |
| FW              | 21 | Simone Inzaghi        | Ammonizione | 46’ |
| Allenatore:     |    |                       |             |     |
| Roberto Mancini |    |                       |             |     |

|                |    |                     |             |     |
|                |    |                     |             |     |
| GK             | 12 | Antonio Chimenti    | Ammonizione |     |
| RB             | 21 | Lilian Thuram       |             |     |
| CB             | 5  | Igor Tudor          | 82’         |     |
| CB             | 23 | Nicola Legrottaglie |             |     |
| LB             | 7  | Gianluca Pessotto   |             |     |
| RM             | 13 | Mauro Camoranesi    |             | 84’ |
| CM             | 3  | Alessio Tacchinardi |             |     |
| CM             | 8  | Antonio Conte       |             | 74’ |
| CM             | 18 | Stephen Appiah      |             |     |
| LM             | 11 | Pavel Nedvěd        | Ammonizione |     |
| CF             | 20 | Marco Di Vaio       |             | 76’ |
| Sostituti:     |    |                     |             |     |
| GK             | 1  | Gianluigi Buffon    |             |     |
| DF             | 31 | Orlando Urbano      |             |     |
| DF             | 42 | Giovanni Bartolucci |             | 84’ |
| MF             | 14 | Enzo Maresca        |             | 74’ |
| MF             | 32 | Viktor Budjanskij   |             |     |
| MF             | 37 | Davide Chiumiento   |             |     |
| FW             | 45 | Raffaele Palladino  |             | 76’ |
| Allenatore:    |    |                     |             |     |
| Marcello Lippi |    |                     |             |     |

#### Ritorno
| Arbitro: | Paparesta (Bari) |

|                             |           |                       |
| Trezeguet 20’ Del Piero 46’ | Marcatori | 69’ Corradi 83’ Fiore |

| Juventus | Lazio |

|                |    |                       |             |     |
|                |    |                       |             |     |
| GK             | 12 | Antonio Chimenti      |             |     |
| CB             | 2  | Ciro Ferrara          |             |     |
| CB             | 21 | Lilian Thuram         |             |     |
| CB             | 23 | Nicola Legrottaglie   |             |     |
| RWB            | 15 | Alessandro Birindelli | Ammonizione |     |
| LWB            | 19 | Gianluca Zambrotta    |             |     |
| CM             | 14 | Enzo Maresca          |             | 75’ |
| CM             | 7  | Gianluca Pessotto     |             | 46’ |
| AM             | 11 | Pavel Nedvěd          |             |     |
| CF             | 17 | David Trezeguet       |             |     |
| CF             | 10 | Alessandro Del Piero  |             | 78’ |
| Sostituti:     |    |                       |             |     |
| GK             | 1  | Gianluigi Buffon      |             |     |
| DF             | 13 | Mark Iuliano          |             |     |
| MF             | 18 | Stephen Appiah        |             | 46’ |
| MF             | 32 | Viktor Budjanskij     |             |     |
| MF             | 37 | Davide Chiumiento     |             |     |
| FW             | 9  | Fabrizio Miccoli      |             | 78’ |
| FW             | 20 | Marco Di Vaio         |             | 75’ |
| Allenatore:    |    |                       |             |     |
| Marcello Lippi |    |                       |             |     |

|                 |    |                       |             |     |
|                 |    |                       |             |     |
| GK              | 33 | Matteo Sereni         |             |     |
| RB              | 22 | Massimo Oddo          |             |     |
| CB              | 31 | Jaap Stam             |             |     |
| CB              | 11 | Siniša Mihajlović     |             |     |
| LB              | 19 | Giuseppe Favalli      | Ammonizione |     |
| RM              | 14 | Stefano Fiore         |             |     |
| CM              | 16 | Giuliano Giannichedda | Ammonizione |     |
| CM              | 20 | Fabio Liverani        |             | 75’ |
| LM              | 8  | César                 |             |     |
| CF              | 9  | Bernardo Corradi      |             | 87’ |
| CF              | 18 | Roberto Muzzi         |             | 61’ |
| Sostituti:      |    |                       |             |     |
| GK              | 1  | Angelo Peruzzi        |             |     |
| DF              | 5  | Luciano Zauri         |             |     |
| DF              | 23 | Paolo Negro           |             | 87’ |
| DF              | 24 | Fernando Couto        |             |     |
| MF              | 4  | Demetrio Albertini    |             | 75’ |
| FW              | 7  | Claudio López         |             |     |
| FW              | 21 | Simone Inzaghi        |             | 61’ |
| Allenatore:     |    |                       |             |     |
| Roberto Mancini |    |                       |             |     |

## Classifica marcatori
| Gol | Rigori |  | Giocatore                   | Squadra        |
| --- | ------ |  | --------------------------- | -------------- |
| 6   |        |  | Stefano Fiore               | Lazio          |
| 3   |        |  | Adriano Leite Ribeiro       | Inter          |
| 3   | 2      |  | Julio Ricardo Cruz          | Inter          |
| 3   |        |  | Alessandro Del Piero        | Juventus       |
| 3   |        |  | Marco Di Vaio               | Juventus       |
| 3   |        |  | Guilherme Raymundo do Prado | Perugia        |
| 3   | 1      |  | David Di Michele            | Reggina        |
| 3   |        |  | Julio César de León         | Reggina        |
| 3   | 2      |  | Antonio Criniti             | Sambenedettese |